# پیج ۷۱۵۵۶
سیارک ۷۱۵۵۶ (به انگلیسی: 71556 Page، نامگذاری:2000DW17) هفتاد و یک هزار و پانصد و پنجاه و ششمین سیارک کشف شده‌است که در ۲۷ فوریه ۲۰۰۰ کشف شد.